# Retrosi
Retrosi (Villa Retrosi) è una frazione del comune di Amatrice in provincia di Rieti. Dista 2,62 chilometri dal capoluogo comunale.

## Manifestazioni ed eventi
La Madonna delle Grazie, onorata nel santuario dell'Icona Passatora, viene festeggiata, dagli abitanti della parrocchia di San Martino, la seconda domenica di agosto con diverse funzioni religiose che terminano con la pittoresca processione che si svolge intorno al santuario. A tale rito partecipano anche abitanti delle frazioni limitrofe.